# Pandora filosa
Pandora filosa är en musselart som först beskrevs av Carpenter 1864.  Pandora filosa ingår i släktet Pandora och familjen Pandoridae. Inga underarter finns listade i Catalogue of Life.